# فانيسا مندوزا
فانيسا ألكسندرا ميندوزا بوستوس (من مواليد 25 يوليو 1981) ، والمعروفة باسم فانيسا ميندوزا ، هي سياسية وممثلة وعارضة أزياء كولومبية حصلت على لقب ملكة جمال كولومبيا في عام 2001 ، كونها أول كولومبية من أصل أفريقي تفوز بتلك المسابقة.

## سيرتها الشخصية
ميندوزا من مواليد مقاطعة تشوكو الكولومبية ، كولومبيا. نشأت في بلدة صغيرة اسمها Unguía. و قد نشأت وسط عائلة فقيرة ،وكانت واحدة من ستة عشر طفلاً. توفي والدها عندما كانت لا تزال صغيرة ، تاركًا والدتها لرعاية الأسرة. على الرغم من الظروف السيئة التي عانت منها الأسرة ، أبدت فانيسا اهتمامًا مبكرًا بأن تصبح نموذجًا ، وبدأت في متابعة تلك المهنة.
أصبحت ميندوزا ملكة جمال تشوكو في عام 2001 ، وهو العام الذي كانت فيه ملكة جمال كولومبيا تواجه فضيحة عنصرية. أصبحت أول ملكة جمال كولومبيا ، حيث فازت باللقب على الوصيفة الأولى ، كونسويلو جوزمان بارا. على الرغم من الشك في فوزها بالمسابقة حتى يتم القضاء على الإشاعات حول العنصرية فيها, أصبحت ميندوزا مشهورة بين الكولومبيين الذين أطلقوا عليها لقب "باربي السوداء". كانت مندوزا موضع استقبال رسمي في قرطاجنة بعد فوزها ، حيث أعلنت أنها كانت تمثل عرقها وبلدها.
حل مندوزا مكان أندريا نوسيتي ملكة جمال كولومبيا. قبل فوزها بلقب ملكة جمال كولومبيا ، تميزت ميندوزا بكونها المتسابقة الوحيدة في نسخة عام 2001 للملكة التي لم تعترف بإجراء جراحة تجميلية للمسابقة. شاركت مندوزا في مسابقة ملكة جمال الكون 2002 ، وحصلت على جائزة أفضل زي وطني.
في 2 مارس 2005 ، كانت هي والممثل الكوميدي الأمريكي كريس تاكر المتحدثين الرئيسيين في خطاب في كلية بنديكت.

## شغلها الاعمال السياسية
فازت بمقعد كجزء من الأقلية السوداء في الكونجرس وأصبحت عضوًا في مجلس النواب من عام 2017 إلى عام 2018. تتمتع الأقلية السوداء بنسبة 10٪ في كولومبيا بالحق في الحصول على مقعدين من أصل 166 مقعدًا في مجلس النواب بالكونغرس.